# National Oceanic and Atmospheric Administration Commissioned Corps

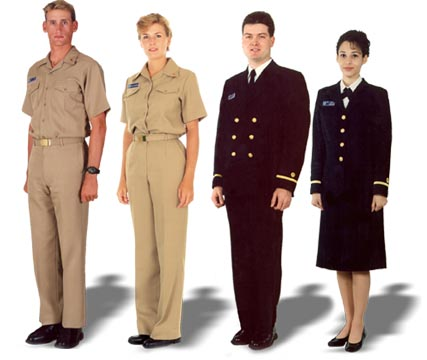
Uniformi del National Oceanic and Atmospheric Administration Commissioned Corps.

Il National Oceanic and Atmospheric Administration Commissioned Corps (NOAAC Corps) è un corpo a ordinamento militare che fa parte del National Oceanic and Atmospheric Administration (NOAA) ed è un'agenzia scientifica parte del Dipartimento del Commercio degli Stati Uniti.